# Nokia 3100
Nokia 3100 este un telefon produs de compania finlandeză Nokia care a fost lansat pe 17 iunie 2003. A fost disponibil în culorile albastru, alb și roșu. 
Butonul de pornire este situat pe partea de sus a telefonului. Nokia 3100 oferă posibilitatea de a schimba carcasa Xpress-on.
Are ecranul are diagonala de 1.5 inchi CSTN cu 4096 de culori care are rezoluția de 128 x 128 pixeli dispuși pe 5 linii.
Telefonul redă tonuri de apel polifonice, jocurile Java și are WAP 1.2.1. Vine preîncarcat cu 30 de tonuri de apel, 3 jocuri Java și 3 screensavere animate. Jocurile Java incluse sunt Beach Rally, Snake X2 și Bowling.
Conectorul Pop-Port permite pentru ca accesoriu Nokia Fun Camera care poate fi utilizat pentru a face fotografii cu telefonul. Suportă capacitatea de MMS alături de un browser XHTML și un speaker handsfree.
Nokia 3100 are bateria de 850 mAh Litiu-ion. Conform producătorului este capabil să ofere până la 6 ore de convorbire și de până la 410 ore de așteptare. Timpul maxim de încărcare este de aproximativ 2 ore. 